# Ela Velden
Daniela Campos Reséndiz (Santiago de Querétaro, 25 de julio de 1992) conocida como Ela Velden, es una actriz y modelo mexicana.
Es conocida por sus participaciones en telenovelas como Muchacha italiana viene a casarse, Caer en tentación, Rubí y Las hijas de la señora García.

## Primeros años
Daniela Campos nació en Querétaro, México. Se mudó a la Ciudad de México para estudiar actuación y se matriculó en el CEA de Televisa en 2011 y se graduó en 2013.

## Actuación
Velden debutó en la televisión en 2013 en la serie Gossip Girl Acapulco, junto a Sofía Sisniega, Margarita Muñoz y Diego Amozurrutia. Ese mismo año participa en la serie Niñas mal 2, donde interpreta a Flavia. 
Además ha participado en tres episodios de Como dice el dicho y en uno de La rosa de Guadalupe.
Finalmente llega su debut en las telenovelas en 2014 con la telenovela Muchacha italiana viene a casarse, donde comparte créditos con Livia Brito, José Ron, Nailea Norvind, Mike Biaggio y la primera actriz Isela Vega y Maribel Guardia.
En 2015 se incorpora al reparto de la segunda etapa de A que no me dejas, donde comparte créditos con Camila Sodi, Ignacio Casano, Arturo Peniche y Erika Buenfil.
En 2016 obtiene su primer protágonico en la telenovela Despertar contigo de la mano de Pedro Damián, en donde comparte créditos con Daniel Arenas.
En 2017 trabaja por primera vez con Giselle González en la telenovela Caer en tentación  en donde obtiene su primer papel de antagonista y donde comparte créditos con Silvia Navarro, Gabriel Soto, Adriana Louvier, Carlos Ferro y Arath de la Torre.

## Filmografía

### Televisión
- Niñas Mal (2013) - Flavia
- Gossip Girl: Acapulco (2013) - Gabriela «Gaby»
- La Rosa de Guadalupe (2014) - Lucina
- Como dice el Dicho (2014) - Candela (Cada quien es Arquitecto... - Episodio 13), Andrea (Apuesta Ilegal... - Episodio 16) y Marifer (Cada quien busca su cebolla... - Episodio 38).
- Muchacha italiana viene a casarse (2014) -Gianna Bianchi
- A que no me dejas (2015) - Fernanda Ricart Medina
- Despertar contigo (2016) - Maia Alcalá González
- Renta congelada (2017) - Jules
- Caer en tentación (2017-2018) - Mía Becker Cohen
- El juego de las llaves (2019-2021) - Siena
- Rubí (2020) - Carla Rangel / Fernanda Pérez Ochoa
- Diablero (2020) - Guadalupe «Lupe» Reyna
- ¿Quién mató a Sara? (2021) - Marifer Fernández Gálvez (joven)[7]
- Horario estelar (2023) - Jimena del Solar[8]
- Senda prohibida (2023) - Nora López Jiménez / Corina[9]
- Las hijas de la señora García (2024-2025) - Mar Sánchez García

### Videos musicales
| Año  | Título                 | Artista           |
| ---- | ---------------------- | ----------------- |
| 2013 | «Me voy»               | Josemario         |
| 2014 | «Duele perderte»       | Diego Amozurrutia |
| 2014 | «Welcome to My House»  | Ana Rizo          |
| 2015 | «Mi vida sin ti»       | Grupo Ángels      |
| 2015 | «Te quiero mucho»      | Río Roma          |
| 2017 | «Princesa»             | Río Roma ft. CNCO |
| 2019 | «Toda La Banda»        | Vadhir Derbez     |
| 2020 | «¿A quién le importa?» | Camila Sodi       |

## Premios y nominaciones

### Premios TVyNovelas
| Año  | Categoría                 | Telenovela                        | Resultado |
| ---- | ------------------------- | --------------------------------- | --------- |
| 2016 | Mejor revelación femenina | Muchacha italiana viene a casarse | Ganadora  |
| 2018 | Mejor actriz juvenil      | Caer en tentación                 | Ganadora  |

### Kids Choice Awards México
| Año  | Categoría           | Obra de Teatro                    | Resultado |
| ---- | ------------------- | --------------------------------- | --------- |
| 2015 | Revelación Favorita | Muchacha italiana viene a casarse | Nominada  |